# 大谷尊由

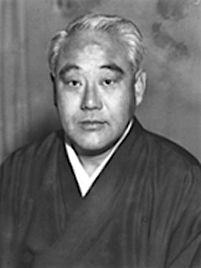
大谷尊由

大谷 尊由（おおたに そんゆ、1886年〈明治19年〉8月19日 - 1939年〈昭和14年〉8月1日）は、浄土真宗本願寺派の僧侶、政治家。

## 来歴
浄土真宗本願寺派第21世法主大谷光尊（明如）と側室・松原藤子の5男として京都市に生まれる。兄は第22世法主光瑞（鏡如）、木辺孝慈、妹は歌人の九条武子。光瑞と共に博識で知られ、後藤新平などが早くからその人物を評価していた。
成人してからは御連枝として兄の宗政を助け、本願寺執行長、本願寺派護持会財団理事長、管長事務取扱（管長代理）などを歴任。この間、日露戦争に際し従軍布教の陣頭指揮にあたり、自身も中国各地を度々慰問している。数々の教団改革をすすめ、大谷探検隊を財政面から助けたが、後に多額の負債を教団に残すこととなった。
1914年（大正3年）、疑獄事件により法主の座を退いた兄に代わって次期法主が期待されたが、自身も事件に連座して宗政の第一線から身を退いた。
1928年（昭和3年）、勅選により貴族院議員となり研究会に所属し、第1次近衛内閣で拓務大臣、1938年（昭和13年）には内閣参議に就く。兄と共に度々大陸へ渡り、当地の事情に精通していたこともあって、
同年に国策の北支那開発株式会社初代総裁に就任。
しかしながら、志半ばの1939年（昭和14年）、病に倒れ命終、享年54。

## 親族
妻の泰子は小出英尚の娘。長女の高子は岡崎財閥の岡崎真一に嫁ぎ、次女の益子は、はじめ朝香宮鳩彦王と允子内親王（明治天皇の第八皇女）の第2皇子・音羽正彦侯爵と結婚、侯爵と死別後、小坂財閥の小坂善太郎と再婚している。

## 逸話
近衛内閣拓務相時代の1937年（昭和12年）、日中戦争が勃発した頃の閣議において陸軍大臣の杉山元に「陸軍は一体どの線まで進出しようとするのか」と尋ねたが、杉山は答えなかった。海軍大臣の米内光政が見かねて「だいたい永定河と保定との線で停止することになっている」と答えた。すると杉山は「君はなんだ、こんなところでそんなことを言っていいのか」と怒鳴ったという逸話がある。

## 年譜
- 1898年（明治31年）1月10日 - 本願寺にて得度（積徳院）
- 1904年（明治37年）6月10日 - 本願寺遼東半島臨時支部長として日露戦争軍隊慰問につく。
- 1905年（明治38年）12月1日 - 本願寺清国開教総監
- 1907年（明治40年）9月10日 - 東南アジア一帯を海外視察
- 1908年（明治41年）6月23日 - 本願寺執行長
- 1909年（明治42年）2月19日 - 本願寺韓国開教総監
- 1910年（明治43年）5月24日 - ロンドン渡航（同7月16日帰国）
- 1914年（大正3年） - 大谷光瑞が法主引退
- 1921年（大正10年）3月22日 - 本願寺派管長事務取扱、本願寺派住職事務取扱
- 1925年（大正14年）10月10日 - アメリカ、カナダ視察のため渡航（翌年2月22日帰国）
- 1927年（昭和2年）10月22日 - 管長事務取扱辞任
- 1928年（昭和3年）4月4日 - 貴族院議員[3]
- 1937年（昭和12年）6月4日 - 近衛内閣拓務大臣
- 1938年（昭和13年）6月25日 - 拓務大臣辞任、7月18日内閣参議、11月1日北支那開発総裁
- 1939年（昭和14年）
  - 7月7日 - 興亜委員会委員
  - 8月1日 - 張家口で死去